# Дополнительный матч для определения чемпиона СССР по футболу 1964
Дополнительный матч для определения чемпиона СССР по футболу был сыгран после завершения чемпионата 1964 года 18 ноября. Победило тбилисское «Динамо», обыгравшее «Торпедо» Москва 4:1 и впервые ставшее чемпионом СССР.

## Перед матчем
Результаты команд в чемпионате:
| М | Команда          | И  | В  | Н  | П | Мячи    | ±   | О  |
| - | ---------------- | -- | -- | -- | - | ------- | --- | -- |
| 1 | Динамо (Тбилиси) | 32 | 18 | 10 | 4 | 48 − 30 | +18 | 46 |
| 2 | Торпедо (Москва) | 32 | 19 | 8  | 5 | 52 − 19 | +33 | 46 |

В личных встречах «Динамо» в гостях сыграло вничью 1:1, а дома выиграло 3:1.
Правило проведения дополнительного матча в случае равенства очков у лидеров было введено в 1947 году. До этого чемпион определялся по соотношению забитых и пропущенных мячей. В сезоне 1947 чемпионом стал ЦДКА, который победил в последнем матче с необходимым счётом 5:0 «Трактор» Сталинград и обошёл московское «Динамо», уже сыгравшее к тому времени все игры. Разность соотношений составила 0,0125: 3,8125 — 3,8.
В 1964 году по итогам двухкругового турнира по 46 очков оказалось у «Динамо» Тбилиси и «Торпедо» Москва. По регламенту между ними был назначен дополнительный матч (с дополнительным временем в случае ничьей и переигровкой при ничейном результате после дополнительного времени).
«Торпедо», завершив чемпионат 4 ноября, провело две товарищеские игры в Италии с клубами «Реджана» (3:1) и «Риччоне» (2:0). В матчах не участвовали Валерий Воронин (игравший 23 сентября в Белграде в матче Югославия — Европа, 2:7) и травмированный в последней игре первенства Валентин Иванов.

## Матч
| 18 ноября 1964 18:00 (местн.)                             | \| Динамо (Тбилиси) \| 4:1 (д. в.) (0:0, 1:1, 3:0) \| Торпедо (Москва) \| \| Датунашвили 73′, 92′ · Месхи 102′ · Метревели 107′ (пен.) \| Голы \| Щербаков 56′ \| | Стадион: «Пахтакор», Ташкент Зрителей: 70 000 Судья: Микелис Рубенис (Рига) |
| Протокол                                                  | |                                                                             |
| Динамо (Тбилиси)                                          | 4:1 (д. в.) (0:0, 1:1, 3:0) | Торпедо (Москва)                                                            |
| Датунашвили 73′, 92′ · Месхи 102′ · Метревели 107′ (пен.) | Голы | Щербаков 56′                                                                |

| Динамо:                                                                     |    |                     |  |  |
|                                                                             |    |                     |  |  |
| В                                                                           | 1  | Сергей Котрикадзе   |  |  |
| З                                                                           | 2  | Борис Сичинава      |  |  |
| З                                                                           | 3  | Вахтанг Рехвиашвили |  |  |
| З                                                                           | 4  | Джемал Зейнклишвили |  |  |
| З                                                                           | 5  | Гурам Цховребов     |  |  |
| П                                                                           | 6  | Георгий Сичинава    |  |  |
| П                                                                           | 7  | Шота Яманидзе (к)   |  |  |
| Н                                                                           | 8  | Илья Датунашвили    |  |  |
| Н                                                                           | 9  | Владимир Баркая     |  |  |
| Н                                                                           | 10 | Слава Метревели     |  |  |
| Н                                                                           | 11 | Михаил Месхи        |  |  |
| Запасные:                                                                   |    |                     |  |  |
| В                                                                           |    | Нодари Лежава       |  |  |
| З                                                                           |    | Гурам Петриашвили   |  |  |
| П                                                                           |    | Александр Апшев     |  |  |
| П                                                                           |    | Гоча Хартишвили     |  |  |
| Н                                                                           |    | Нодар Майсурадзе    |  |  |
| Тренер:                                                                     |    |                     |  |  |
| Гавриил Качалин Боковые судьи: Хуго Стренцис (Рига) Матвей Титаренко (Рига) |    |                     |  |  |

| Торпедо:        |    |                     |  |     |
|                 |    |                     |  |     |
| В               | 1  | Эдуард Шаповаленко  |  |     |
| З               | 2  | Вячеслав Андреюк    |  |     |
| З               | 3  | Виктор Шустиков     |  |     |
| З               | 4  | Владимир Сараев     |  |     |
| П               | 5  | Валерий Воронин     |  |     |
| З               | 6  | Владимир Мещеряков  |  |     |
| Н               | 7  | Вячеслав Соловьёв   |  |     |
| Н               | 8  | Валентин Иванов (к) |  | 65' |
| Н               | 9  | Владимир Щербаков   |  |     |
| П               | 10 | Вячеслав Марушко    |  |     |
| Н               | 11 | Олег Сергеев        |  |     |
| Запасные:       |    |                     |  |     |
| Н               |    | Владимир Сидоров    |  | 65' |
| В               |    | Анзор Кавазашвили   |  |     |
| З               |    | Станислав Кузнецов  |  |     |
| З               |    | Валентин Филякин    |  |     |
| Тренер:         |    |                     |  |     |
| Виктор Марьенко |    |                     |  |     |

Гол, забитый на 2-й минуте Щербаковым, был отменён из-за офсайда Соловьева. Позже Щербаков попал в штангу. На 56-й минуте он всё-таки открыл счёт. Через несколько минут Марьенко заменил Иванова, у которого болела нога; хотя по словам Иванова, он мог бы доиграть матч. На 73-й минуте Датунашвили прямым ударом с углового сравнял счёт.
Через две минуты после начала дополнительного времени Датунашвили с передачи Месхи вывел «Динамо» вперёд. Сразу же Котрикадзе вынес мяч с линии ворот после рикошета от удара Воронина и накрыл мяч в ногах Сидорова. На 102-й минуте Месхи после ошибки Андреюка, слабо отбросившего мяч Шаповаленко, забил третий мяч. Через пять минут прострел Месхи в штрафную руками прервал Сараев, и Метревели с пенальти установил окончательный счёт 4:1.
Тбилисское «Динамо» впервые стало чемпионом СССР. Церемония награждения состоялась 1 декабря.

## Наследие
Мяч с подписями игроков «Динамо» — участников матча хранится в семье Апшевых в Кабардино-Балкарии. 18 ноября 2014 года в честь 50-летия победы «Динамо» на стадионе «Динамо-Арена» имени Бориса Пайчадзе была установлена мемориальная доска. Тогда же соответствующий барельеф был установлен в Тбилиси на улице Шатберашвили на доме, где проживал вратарь Серго Котрикадзе.
20 ноября 2014 все игроки «Динамо», ставшие чемпионами СССР-64, были удостоены высшего спортивного звания Грузии — «Рыцарь спорта».